# Học đường 2015
Học đường 2015 (Who Are You: School 2015; tiếng Hàn: 후아유: 학교 2015; Romaja: Huayu: Hakgyo 2015) là phim truyền hình Hàn Quốc dài 16 tập với sự tham gia của Kim So-hyun, Yook Sung-jae và Nam Joo-hyuk. Phim được phát sóng trên kênh KBS2 vào 21h55 thứ Hai và thứ Ba hằng tuần từ ngày 27 tháng 4 đến ngày 16 tháng 6 năm 2015. Đây là phần thứ sáu trong loạt phim "School" của đài KBS phát sóng từ năm 1999 đến 2002 và được tiếp tục từ năm 2013, bộ phim mô tả về hàng loạt những tình huống và các cuộc đấu tranh thực tế mà giới trẻ Hàn Quốc hiện nay phải đối mặt.
Trong quá trình công chiếu, rating trung bình của bộ phim đạt 6.3%. Bộ phim đã gây sự chú ý mạnh đối với cả trong và ngoài Hàn Quốc, thu được một lượng lớn người theo dõi và sự ủng hộ cho dàn diễn viên ngày một tăng.
Tại Việt Nam, bộ phim đã được mua bản quyền và phát sóng trên kênh HTV2 với tựa đề tiếng Việt "Học đường 2015". Phim được phát sóng vào 11h từ thứ Hai đến thứ Bảy hằng tuần, bắt đầu từ ngày 18 tháng 6 năm 2016.

## Nội dung
Go Eun-byul (고은별) và Lee Eun-bi (이은비) là cặp song sinh giống hệt nhau, bị tách ra sau khi một người được nhận nuôi lúc 5 tuổi. Eun-bi sống tại Love House, một nhà trẻ mồ côi ở Tongyeong, tỉnh Nam Gyeongsang, nơi mà các đứa trẻ tìm đến cô như một người mẹ. Tuy nhiên, cô giấu sự thật rằng cô bị bắt nạt ở trường học bởi một nhóm nữ sinh do Kang So-young (강소영) đứng đầu, trong khi giáo viên nhắm mắt làm ngơ.
Mặt khác, Go Eun-byul đang theo học tại trường trung học Sekang, trường trung học tư nhân uy tín nhất ở quận Gangnam, Seoul. Những người bạn thân nhất của Eun-byul là Cha Song Joo (차송주) và Lee Shi-jin (이시진). Cô và Han Yi-an (한이안), ngôi sao bơi lội của trường, đều có một điểm thu hút lẫn nhau. Họ đã là bạn từ khi 8 tuổi.
Eun-bi và Eun-byul trông hoàn toàn giống nhau, nhưng chỉ có Eun-byul là nhận thức về sự tồn tại của nhau. Không giống như Eun-bi là người thân thiện, vui vẻ thì Eun-byul lại khá khó gần và hay giấu kín cảm xúc.
Một ngày, trên một chuyến đi thực tế đến Tongyeong của trường, Eun-byul biến mất. Đồng thời, Eun-bi cảm thấy bất công vì bị trục xuất khỏi trường học và đã nhảy xuống cầu khi cố gắng tự tử. Mười ngày sau đó, Eun-bi bị thương và mất trí nhớ bị nhầm lẫn với người sinh đôi của cô Eun-byul, người mẹ nuôi của Eun-byul đã đưa cô về nhà ở Seoul, nơi cô bắt đầu cuộc sống như Eun-byul. Ngay sau đó cô có lại trí nhớ của mình. Eun-bi phải đối mặt với nhiều thách thức như Kang So Young chuyển đến trường trung học Sekang và cố gắng tiết lộ danh tính thực sự của mình, cũng như tận dụng sự giúp đỡ của bố mình để khiến Eun-bi chuyển đi. May mắn thay, Gong Tae-kwang (공태광), (Yook Sung-jae), bạn học của Eun-bi và là kẻ chuyên gây rối ở trường, bảo vệ cô bất cứ khi nào So-young bắt nạt cô. Sau đó, Eun-bi nói với Tae-kwang danh tính thực sự của mình, và Tae-kwang trở thành người duy nhất Eun-bi có thể tin tưởng. Anh bắt đầu phát triển tình cảm với cô.

## Phân vai

### Nhân vật chính
- Kim So-hyun vai Lee Eun-bi, Go Eun-byul
- Yook Sung-jae vai Gong Tae-kwang
- Nam Joo-hyuk vai Han Yi-an

#### Diễn viên lồng tiếng (phát sóng trênHTV2)
- Trần Nguyễn Linh Phương - Lee Eun-bi, Go Eun-byul
- Đặng Hoàng Khuyết - Gong Tae-kwang
- Trần Hoàng Sơn - Han Yi-an

### Nhân vật phụ

#### Lớp 2-3
- Lee Pil-mo vai Kim Joon-seok (Giáo viên chủ nhiệm)
- Lee David vai Park Min-joon (Lớp trưởng)
- Kim Hee-jung vai Cha Song-joo
- Lee Cho-hee vai Lee Shi-jin
- Jo Soo-hyang vai Kang So-young
- Park Doo-sik vai Kwon Ki-tae
- Yooyoung vai Jo Hae-na
- Jang In-sub vai Sung Yoon-jae
- Kim Bo-ra vai Seo Young-eun
- Kim Min-seok vai Min-Suk
- Choi Hyo-eun vai Hyo-Eun
- Lee Jin-gwon vai Jin-Kwon
- Ji Ha-yun vai Ha-Yun
- Park Ah-seong vai Ah-Seong
- Seo Cho-won vai Cho-Won
- Jo Byeong-gyu vai Byeong-gyu
- Kwon Eun-soo vai Eun-soo
- Oh Woo-jin vai Woo-jin
- Jeong Ye-ji vai Ye-ji
- Lee Seung-ho vai Seung-ho
- Han Seong-yeon vai Seong-yeon

#### Văn phòng Trường Trung học Sekang
- Lee Hee-do vai Phó Hiệu trưởng
- Shin Jung-geun vai Quản sinh
- Jung Soo-young vai Ahn Ju-ri
- Lee Si-won vai Jung Min-young
- Choi Dae-chul vai Huấn luyện viên bơi lội
- Kim Jin-yi vai Giáo viên thể dục

#### Phụ huynh
- Jeon Mi-seon vai Song Mi-kyung (Mẹ nuôi Eun-byul)
- Jeon No-min vai Hiệu trưởng Gong Jae-ho (Bố Tae-kwang)
- Jung In-gi vai Park Joon-hyung (Bố Min-joon)
- Kim Jung-nan vai Shin Jung-min (Mẹ Min-joon)
- Kim Se-ah vai Shin Yi-young (Mẹ Shi-jin)
- Jo Deok-hyun vai Công tố viên Kang (Bố So-young)
- Jung Jae-eun vai Mẹ So-young
- Lee Dae-yeon vai Han Ki-choon (Bố Yi-an)

### Vai mở rộng
- Yang Hee-kyung vai Park Min-kyung (Giám đốc nhà tình thương)
- Lee Kang-min & Yoo Se-hyung vai Bạn bơi Yi-ahn
- Yoo Yeon-mi vai Yeon Mi-joo

### Vai khách mời
- Lee Hyeon-gyeong vai Giáo viên trường Trung học Nuri (tập 1)
- Lee Jae-in vai Ra-jin (tập 1, 5, 14)
- Park Hwan-hee vai Kim Gyeong-jin (tập 1)
- Shin Seung-jun & Lee Ho-geun vai Bình luận viên (tập 1)
- Park Yeong-su vai Chủ noraebang (tập 2)
- Kim Min-yeong vai Lee Su-mi (người bắt nạt Eun-bi) (tập 1, 4-6)
- Lee Jeong-eun vai Mẹ Seo Young-eun (tập 2, 3)
- Choi Su-rin vai Song Hee-young (mẹ Tae-kwang) (tập 4, 12, 14)
- Yeom Gyeong-hwan (tập 6)
- Kim Ga-young (Stellar) vai mẫu đồng phục (tập 6)
- Sam Hammington vai Giáo viên Tiếng Anh mới của trường (tập 15)
- Bae Soo-bin vai Giáo viên chủ nhiệm lớp 2-3 trường Sekang (tập 16)

## Rating
| Tập #      | Ngày phát sóng      | Bình quân khán giả | Bình quân khán giả   | Bình quân khán giả | Bình quân khán giả   |
| Tập #      | Ngày phát sóng      | TNmS Ratings       | TNmS Ratings         | AGB Nielsen        | AGB Nielsen          |
| Tập #      | Ngày phát sóng      | Toàn quốc          | Khu vực thủ đô Seoul | Toàn quốc          | Khu vực thủ đô Seoul |
| ---------- | ------------------- | ------------------ | -------------------- | ------------------ | -------------------- |
| 1          | 27 tháng 4 năm 2015 | 4.8%               | 5.1%                 | 3.8%               | 3.4%                 |
| 2          | 28 tháng 4 năm 2015 | 4.8%               | 4.8%                 | 4.2%               | 3.8%                 |
| 3          | 4 tháng 5 năm 2015  | 6.5%               | 6.6%                 | 4.1%               | 4.1%                 |
| 4          | 5 tháng 5 năm 2015  | 6.3%               | 6.8%                 | 5.9%               | 5.7%                 |
| 5          | 11 tháng 5 năm 2015 | 6.7%               | 7.4%                 | 5.0%               | 5.6%                 |
| 6          | 12 tháng 5 năm 2015 | 7.1%               | 7.8%                 | 6.0%               | 6.5%                 |
| 7          | 18 tháng 5 năm 2015 | 7.3%               | 8.0%                 | 6.0%               | 6.4%                 |
| 8          | 19 tháng 5 năm 2015 | 7.6%               | 8.0%                 | 6.7%               | 7.2%                 |
| 9          | 25 tháng 5 năm 2015 | 7.8%               | 8.9%                 | 6.8%               | 7.0%                 |
| 10         | 26 tháng 5 năm 2015 | 7.4%               | 8.2%                 | 7.1%               | 7.1%                 |
| 11         | 1 tháng 6 năm 2015  | 8.2%               | 9.2%                 | 6.9%               | 7.9%                 |
| 12         | 2 tháng 6 năm 2015  | 8.1%               | 8.9%                 | 7.0%               | 7.6%                 |
| 13         | 8 tháng 6 năm 2015  | 8.9%               | 10.3%                | 7.7%               | 8.1%                 |
| 14         | 9 tháng 6 năm 2015  | 8.6%               | 9.9%                 | 8.1%               | 8.6%                 |
| 15         | 15 tháng 6 năm 2015 | 9.2%               | 10.0%                | 7.5%               | 8.1%                 |
| 16         | 16 tháng 6 năm 2015 | 9.7%               | 11.7%                | 8.2%               | 8.5%                 |
| Trung bình | Trung bình          | 7.4%               | 8.2%                 | 6.3%               | 6.6%                 |

Lưu ý: Màu xanh — tỉ lệ tập phim thấp nhất; Màu đỏ — tỉ lệ tập phim cao nhất.

## Nhạc phim
| Who Are You: School 2015 OST Part 1 | Who Are You: School 2015 OST Part 1 | Who Are You: School 2015 OST Part 1 | Who Are You: School 2015 OST Part 1 |
| STT                                 | Nhan đề                             | Thể hiện                            | Thời lượng                          |
| ----------------------------------- | ----------------------------------- | ----------------------------------- | ----------------------------------- |
| 1.                                  | "Reset"                             | Tiger JK, Jinsil (Mad Soul Child)   | 04:04                               |
| 2.                                  | "Reset" (Inst.)                     | Tiger JK, Jinsil (Mad Soul Child)   | 04:04                               |
| Tổng thời lượng:                    | Tổng thời lượng:                    | Tổng thời lượng:                    | 08:08                               |

| Who Are You: School 2015 OST Part 2 | Who Are You: School 2015 OST Part 2      | Who Are You: School 2015 OST Part 2 | Who Are You: School 2015 OST Part 2 |
| STT                                 | Nhan đề                                  | Thể hiện                            | Thời lượng                          |
| ----------------------------------- | ---------------------------------------- | ----------------------------------- | ----------------------------------- |
| 1.                                  | "Fly With the Wind" (바람에 날려)        | Baechigi, Punch                     | 03:11                               |
| 2.                                  | "Fly With the Wind" (바람에 날려)(Inst.) | Baechigi, Punch                     | 03:11                               |
| Tổng thời lượng:                    | Tổng thời lượng:                         | Tổng thời lượng:                    | 06:22                               |

| Who Are You: School 2015 OST Part 3 | Who Are You: School 2015 OST Part 3                        | Who Are You: School 2015 OST Part 3 | Who Are You: School 2015 OST Part 3 |
| STT                                 | Nhan đề                                                    | Thể hiện                            | Thời lượng                          |
| ----------------------------------- | ---------------------------------------------------------- | ----------------------------------- | ----------------------------------- |
| 1.                                  | "I'll Listen to What You Have to Say" (너의 얘길 들어줄게) | Yoon Mi Rae                         | 03:11                               |
| 2.                                  | Chưa có tiêu đề (너의 얘길 들어줄게)(Inst.)                | Yoon Mi Rae                         | 03:11                               |
| Tổng thời lượng:                    | Tổng thời lượng:                                           | Tổng thời lượng:                    | 06:22                               |

| Who Are You: School 2015 OST Part 4 | Who Are You: School 2015 OST Part 4 | Who Are You: School 2015 OST Part 4 | Who Are You: School 2015 OST Part 4 |
| STT                                 | Nhan đề                             | Thể hiện                            | Thời lượng                          |
| ----------------------------------- | ----------------------------------- | ----------------------------------- | ----------------------------------- |
| 1.                                  | "Remember"                          | Byeol                               | 03:37                               |
| 2.                                  | "Remember" (Inst.)                  | Byeol                               | 03:37                               |
| Tổng thời lượng:                    | Tổng thời lượng:                    | Tổng thời lượng:                    | 07:14                               |

| Who Are You: School 2015 OST Part 5 | Who Are You: School 2015 OST Part 5 | Who Are You: School 2015 OST Part 5 | Who Are You: School 2015 OST Part 5 |
| STT                                 | Nhan đề                             | Thể hiện                            | Thời lượng                          |
| ----------------------------------- | ----------------------------------- | ----------------------------------- | ----------------------------------- |
| 1.                                  | "Pray (기도)" (Inst.)               | Younha                              | 04:18                               |
| 2.                                  | "Pray (기도)" (Inst.)               | Younha                              |                                     |
| Tổng thời lượng:                    | Tổng thời lượng:                    | Tổng thời lượng:                    | 08:36                               |

| Who Are You: School 2015 OST Part 6 | Who Are You: School 2015 OST Part 6 | Who Are You: School 2015 OST Part 6 | Who Are You: School 2015 OST Part 6 |
| STT                                 | Nhan đề                             | Thể hiện                            | Thời lượng                          |
| ----------------------------------- | ----------------------------------- | ----------------------------------- | ----------------------------------- |
| 1.                                  | "That Name" (그 이름)               | Younha                              | 03:37                               |
| 2.                                  | "That Name" (그 이름)(Inst.)        | Kim Jong Hyeon, Lee Tae Min         | 03:37                               |
| Tổng thời lượng:                    | Tổng thời lượng:                    | Tổng thời lượng:                    | 08:36                               |

| Who Are You: School 2015 OST Part 7 | Who Are You: School 2015 OST Part 7 | Who Are You: School 2015 OST Part 7 | Who Are You: School 2015 OST Part 7 |
| STT                                 | Nhan đề                             | Thể hiện                            | Thời lượng                          |
| ----------------------------------- | ----------------------------------- | ----------------------------------- | ----------------------------------- |
| 1.                                  | "Return"                            | Wendy, Yook Ji Dam                  | 03:52                               |
| 2.                                  | "Return" (Inst.)                    | Wendy, Yook Ji Dam                  | 03:52                               |
| Tổng thời lượng:                    | Tổng thời lượng:                    | Tổng thời lượng:                    | 07:44                               |

| Who Are You: School 2015 OST Part 8 | Who Are You: School 2015 OST Part 8 | Who Are You: School 2015 OST Part 8 | Who Are You: School 2015 OST Part 8 |
| STT                                 | Nhan đề                             | Thể hiện                            | Thời lượng                          |
| ----------------------------------- | ----------------------------------- | ----------------------------------- | ----------------------------------- |
| 1.                                  | "Love Song"                         | Yook Seong Jae, Park Hye Soo        | 03:25                               |
| 2.                                  | "Love Song" (Inst.)                 | Yook Seong Jae, Park Hye Soo        | 03:25                               |
| Tổng thời lượng:                    | Tổng thời lượng:                    | Tổng thời lượng:                    | 06:50                               |

## Giải thưởng và đề cử
| Năm  | Giải thưởng                                     | Hạng mục                             | Đối tượng                     | Kết quả   | Nguồn  |
| ---- | ----------------------------------------------- | ------------------------------------ | ----------------------------- | --------- | ------ |
| 2015 | Giải thưởng phim truyền hình Hàn Quốc lần thứ 8 | Nam diễn viên mới xuất sắc nhất      | Yook Sung-jae                 | Đề cử     | [ 16 ] |
| 2015 | Giải thưởng phim truyền hình Hàn Quốc lần thứ 8 | Nam diễn viên mới xuất sắc nhất      | Nam Joo-hyuk                  | Đề cử     | [ 16 ] |
| 2015 | Giải thưởng phim truyền hình Hàn Quốc lần thứ 8 | Nữ diễn viên mới xuất sắc nhất       | Cho Soo-hyang                 | Đề cử     | [ 16 ] |
| 2015 | Giải thưởng phim truyền hình Hàn Quốc lần thứ 8 | Ngôi sao của năm                     | Kim So-hyun                   | Đoạt giải | [ 16 ] |
| 2015 | Giải Ngôi sao APAN lần thứ 4                    | Nam diễn viên mới xuất sắc nhất      | Yook Sung-jae                 | Đề cử     |        |
| 2015 | Giải Ngôi sao APAN lần thứ 4                    | Nam diễn viên mới xuất sắc nhất      | Nam Joo-hyuk                  | Đoạt giải |        |
| 2015 | Giải KBS Drama 2015                             | Nữ diễn viên mới xuất sắc nhất       | Kim So-hyun                   | Đoạt giải |        |
| 2015 | Giải KBS Drama 2015                             | Nữ diễn viên mới xuất sắc nhất       | Cho Soo-hyang                 | Đề cử     |        |
| 2015 | Giải KBS Drama 2015                             | Nam diễn viên mới xuất sắc nhất      | Yook Sung-jae                 | Đề cử     |        |
| 2015 | Giải KBS Drama 2015                             | Nam diễn viên mới xuất sắc nhất      | Nam Joo-hyuk                  | Đề cử     |        |
| 2015 | Giải KBS Drama 2015                             | Nữ diễn viên được yêu thích nhất     | Kim So-hyun                   | Đoạt giải |        |
| 2015 | Giải KBS Drama 2015                             | Nam diễn viên được yêu thích nhất    | Nam Joo-hyuk                  | Đoạt giải |        |
| 2015 | Giải KBS Drama 2015                             | Cặp đôi đẹp nhất                     | Yook Sung-jae và Kim So-hyun  | Đoạt giải |        |
| 2015 | Giải KBS Drama 2015                             | Cặp đôi đẹp nhất                     | Nam Joo-hyuk và Kim So-hyun   | Đề cử     |        |
| 2016 | Giải thưởng Nghệ thuật Baeksang lần thứ 52      | Nam diễn viên mới xuất sắc nhất (TV) | Yook Sung-jae                 | Đề cử     |        |
| 2016 | Soompi                                          | Breakout Actor                       | Nam Joo-hyuk                  | Đoạt giải | [ 17 ] |
| 2016 | Soompi                                          | Best Bromance                        | Nam Joo-hyuk và Yook Sung-jae | Đề cử     | [ 17 ] |
| 2016 | Soompi                                          | Best Supernatural Drama              | Who Are You: School 2015      | Đoạt giải | [ 17 ] |
| 2016 | Soompi                                          | Best Drama OST                       | Tiger JK feat. Jinsil (Reset) | Đoạt giải | [ 17 ] |